# Rathcoole
Rathcoole (irisch Ráth Cúil) ist eine Vorstadt der irischen Hauptstadt Dublin und Teil des Countys South Dublin. Rathcoole liegt am Fuß der Wicklow Mountains etwa 16 km westsüdwestlich vom Stadtzentrum Dublins.

## Bevölkerung
Im Jahr 2022 wurden für Rathcoole 5792 Einwohner ermittelt.

## Lage und Verkehrsanbindung
Rathcoole liegt an der N7 von Dublin nach Limerick. Der River Camac trennt die Ortschaft von der östlich gelegenen Siedlung Saggart. Im Nordosten von Rathcoole liegt der Militärflugplatz Baldonnel. 

## Geschichte
Die Gegend lag im Grenzland des Pale und war deshalb regelmäßig zwischen den Engländern und Iren in der frühen Neuzeit umkämpft. Das Dorf bestand daher noch im 18. Jahrhundert weitgehend aus Hütten. 
Bis in das 19. Jahrhundert war Rathcoole ein Marktflecken, der dreimal im Jahr Markt halten durfte. 
1743 bis 1745 wurde die Mercer’s Charter School hier errichtet, die bis 1826 bestand. Danach wurde es als Pfarrhaus genutzt. In jüngster Vergangenheit wurde das Gebäude durch einen Brand weitgehend zerstört.
Rathcoole House wurde 1750 erbaut. Ein Teil dessen wurde 1933 abgerissen und 2013 umgebaut.

## Sehenswürdigkeiten
Im Osten der Siedlung liegt der Rathcoole Park.

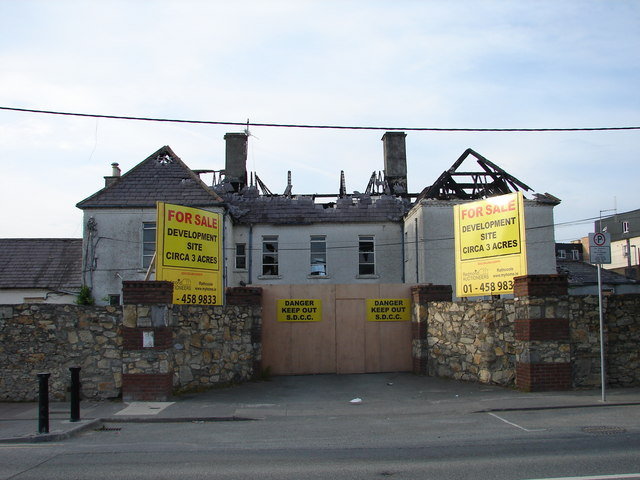
Frühere Mercer’s Charter School (Brandschaden)
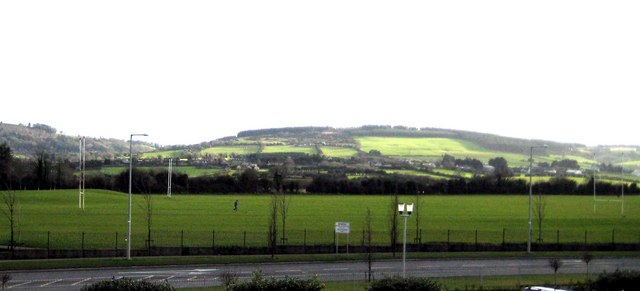
Rathcoole Park

## Bekannte Söhne und Töchter
- Dermot Kennedy (* 1991), Singer-Songwriter
- Paddy Reilly (* 1939), Musiker
- Michelle Smith (* 1969), Schwimmerin, Olympiasiegerin 1996

## Gemeindepartnerschaft
Rathcoole ist mit der französischen Gemeinde École-Valentin im Département Doubs in der Region Bourgogne-Franche-Comté seit 2000 verpartnert.